# Gornja Stara vas
Gornja Stara vas este o localitate din comuna Škocjan, Slovenia, cu o populație de 24 de locuitori.